# Anna Peplowski
Anna Peplowski (Germantown Hills, 25 de septiembre de 2002) es una deportista estadounidense que compite en natación, especialista en el estilo libre.
Ganó una medalla de plata en el Campeonato Mundial de Natación de 2025, en la prueba de 4 × 200 m libre.
Estudió Mercadotecnia y Gestión Deportiva en la Universidad de Indiana.

## Palmarés internacional
| Campeonato Mundial | Campeonato Mundial  | Campeonato Mundial | Campeonato Mundial |
| Año                | Lugar               | Medalla            | Prueba             |
| ------------------ | ------------------- | ------------------ | ------------------ |
| 2025               | Singapur (Singapur) | Medalla de plata   | 4 × 200 m libre    |